# Бараново (гмина)
Бараново (пол. Baranowo) — сельская гмина (волость) в Польше, входит как административная единица в Остроленкский повет, Мазовецкое воеводство. Население — 6771 человек (на 2004 год).

## Демография
| Перепись                       | Всего   | Всего | Женщины | Женщины | Мужчины | Мужчины |
| ------------------------------ | ------- | ----- | ------- | ------- | ------- | ------- |
| Единицы                        | человек | %     | человек | %       | человек | %       |
| Население                      | 6771    | 100   | 3369    | 49,8    | 3402    | 50,2    |
| Плотность населения (чел./км²) | 34,2    | 34,2  | 17      | 17      | 17,2    | 17,2    |

## Сельские округа
1. Адамчиха
2. Бакула
3. Бараново
4. Блендово
5. Бродове-Лонки
6. Будне-Совента
7. Церпента
8. Чарнотшев
9. Домброва
10. Длутувка
11. Гачиска
12. Гузоватка
13. Ястшомбка
14. Копачиска
15. Липовы-Ляс
16. Майки
17. Майдан
18. Нове-Куцее
19. Нове-Червиньске
20. Оборчиска
21. Ожел
22. Рамёна
23. Рупин
24. Рыцица
25. Витовы-Мост
26. Воля-Блендовска
27. Завады
28. Зомек

## Соседние гмины
1. Гмина Хожеле
2. Гмина Чарня
3. Гмина Еднорожец
4. Гмина Кадзидло
5. Гмина Красносельц
6. Гмина Лелис
7. Гмина Мышинец
8. Гмина Ольшево-Борки